# شهرستان لپیر (میشیگان)
شهرستان لپیر، میشیگان (به انگلیسی: Lapeer County, Michigan) یک سکونتگاه مسکونی در ایالات متحده آمریکا است که در میشیگان واقع شده‌است.